# Lovington (Nuovo Messico)
Lovington è un comune (city) degli Stati Uniti d'America e capoluogo della contea di Lea nello Stato del Nuovo Messico. La popolazione era di 11,009 persone al censimento del 2010.

## Geografia fisica
Lovington è situata a 32°56′47″N 103°21′13″W (32.946459, -103.353618).
Secondo lo United States Census Bureau, ha un'area totale di 4,8 miglia quadrate (12 km²).

## Società

### Evoluzione demografica
Secondo il censimento del 2010, c'erano 11,009 persone.

### Etnie e minoranze straniere
Secondo il censimento del 2010, la composizione etnica della città era formata dal 59,85% di bianchi, il 3,03% di afroamericani, lo 0,78% di nativi americani, lo 0,48% di asiatici, lo 0,06% di oceanici, il 32,74% di altre razze, e il 3,06% di due o più etnie. Ispanici o latinos di qualunque razza erano il 52,12% della popolazione.